# Église universelle de la vie
L'Église universelle de la vie (EUV, en anglais Universal Life Church) est une organisation religieuse non confessionnelle fondée en 1962 par Kirby J. Hensley, qui a pour doctrine : « Faire ce qui est juste ». L'Église universelle de la vie plaide pour la liberté religieuse, offrant à tous et gratuitement l'ordination légale pour devenir officiant (prêtre). L'EUV ordonne des officiants de toutes origines et de toutes croyances, chrétiens, juifs, athées, païens, etc.
La popularité de l'EUV découle en partie de la mode de demander à des amis ou des êtres chers de célébrer son propre mariage. Cette tendance attire de nombreuses célébrités, à commencer par les chanteuses Adele ou Lady Gaga, les comédiens Tom Hanks, Benedict Cumberbatch ou Ian McKellen, ou l'entrepreneur Richard Branson. Les mariages contractés sont officiels, bien que certains États américains et le Canada n'en reconnaissent pas la valeur légale.

## Histoire

### Fondation
L'Église universelle de la vie est fondée par Kirby J. Hensley, « un prêtre baptiste autodidacte qui est profondément influencé par ses lectures sur la religion mondiale ». Le but est d'offrir « une totale liberté de religion et (…) rassembler toutes les personnes de toutes les religions, au lieu de les séparer ». Kirby J. Hensley crée en 1959 « une nouvelle religion qui met l'accent sur ce que toutes les religions ont en commun »  sous le nom d'« Église de la vie » à Modesto, en Californie, puis dépose les statuts en 1962,.
Au début, les cérémonies se tiennent dans le garage de Kirby J. Hensley. Peu de temps après sa création, l'Église universelle de la vie propose des ordinations par correspondance.
La croissance de l'église est affectée par les mouvements sociaux des années 1960, en particulier la guerre du Vietnam. Ainsi, une rumeur prétend que l'ordination donne droit à une exemption légale de la conscription ; les demandes d'ordination augmentent considérablement, mais la rumeur s'avère fausse.
L'EUV et son fondateur, Kirby J. Hensley, sont très présents dans les médias, notamment Rolling Stone qui lui donne une forte visibilité. Kirby J. Hensley « devient une sorte de héros populaire parmi les jeunes », en particulier auprès des étudiants, qu'il ordonne en masse lors d'événements en public. Conformément à la loi de Californie qui exempte les écoles religieuses d'accréditation, il offre la possibilité d'obtenir un doctorat en théologie de l'EUV pour vingt dollars, y compris « dix leçons gratuites expliquant comment créer une église. » En 1974, l'église a déjà ordonné plus d'un million d'officiants. Cette même année, un tribunal américain reconnait que l'EUV est admissible à l'exonération des impôts religieux,.

### Expansion et divisions ultérieures
La création de nouvelles branches de l'EUV, avec des modes de fonctionnement différents, provoque des dissensions dans l'Église universelle de la vie, qui prétend conserver le contrôle malgré la différence de nombre d'adhérents. Il existe aujourd'hui plusieurs groupes opérant sous le nom d'EUV, dont la plupart ne sont pas affiliés.
Des soupçons de manipulation fiscale entachent à cette époque l'existence de l'EUV, et le fisc américain suspend l'exonération fiscale en 1984. Un procès s'engage, il dure 16 ans, et oppose Kirby J. Hensley et sa famille contre le fisc. L'affaire se règle lorsque le groupe d'EUV Modesto paye 1,5 million de dollars d'arriérés d'impôts.
En 1999, l'EUV propose des ordinations en ligne. La couverture médiatique des journalistes et des célébrités ordonnés en accroit la popularité. La liste des membres de l'EUV augmente et, entre 1962 et 2008, l'EUV estime avoir ordonné 18 millions de personne dans le monde,.
Un grand nombre de personnes qui demandent l'ordination de l'EUV le font pour officier légalement lors de mariages  ou pour accomplir d'autres rites spirituels. Un article de 2007 note que « [à] peu près 70 % des personnes qui sont ordonnées par l'Église universelle de la vie le font… pour officier lors de mariages ». Selon une enquête menée en 2016 par le site Web spécialisé sur le mariage The Knot et rapportée par le Baltimore Sun, 43 % des couples aux États-Unis choisissent de faire célébrer leur mariage par un ami ou un membre de la famille, contre 29 % en 2009.
Moins courant est l'exemple de cet Amérindien de Cincinnati qui a eu besoin de l'affiliation de l'EUV pour effectuer dans des hôpitaux de la région une cérémonie de purification dans le cadre d'un rituel de prière pour d'autres Amérindiens.
Après la mort de Kirby J. Hensley en 1999, l'organisation se divise. Un monastère EUV se crée à Seattle, sous le nom des Officiants de l'Église universelle de la vie (ULCM en anglais), sans affiliation avec le groupe. Il fait officiellement sécession en 2006 à la suite de différends financiers, juridiques et philosophiques entre les deux organismes et il commence à ordonner des officiants de manière indépendante,.

## Croyances et pratiques
L'Église universelle de la vie fait remonter sa doctrine à l'anticléricalisme de la Réforme protestante et finalement aux paroles de saint Paul selon lesquelles l'Église est un « sacerdoce de tous les croyants »,. Une publication du Ministère américain de l'armée répertoriant l'ensemble des religions résume ainsi la doctrine de l'EUV :

« L’Église universelle de la vie n’a qu’une croyance. Elle croit en ce qui est juste et en le droit de chaque personne d’interpréter ce qui est juste. L’Église universelle de la vie n’a pas de credo ou de livre faisant autorité comme une Bible. Ceux qui souhaitent en savoir plus sur l’Église peuvent s'abonner à un périodique et à d’autres documents qu’elle publie à partir de son siège international. Il n’y a pas de directives éthiques spécifiques si ce n’est de faire “ce qui est juste”. […] L’Église universelle de la vie est ouverte et tolérante envers les personnes de toutes religions. Elle s’oppose uniquement aux religions qui tentent de nier la liberté de religion. Tout ministre de l'EUV peut ordonner de nouveaux membres. L’Église universelle de la vie n’a pas de rituel spécifique, bien que les congrégations locales en célèbrent une grande variété. Il y a deux rassemblements (conventions) chaque année au printemps et à l’automne, au cours desquels les membres et les ministres se rencontrent pour célébrer et faire des affaires. »

Kirby J. Hensley croyait personnellement en la réincarnation, en un Jésus simplement humain, et « en la réunification de toutes les religions et de tous les gouvernements sous la bannière de l'Universelle de la vie pendant trente ans de troubles autour de l'an 2000 ». Cependant, ses croyances n'était pas doctrinale, ce qui a permis aux membres de suivre leurs propres doctrines. Le Manuel de l'armée pour les aumôniers note également que l'EUV « a une structure très lâche », les personnes ordonnées reçoivent « un ensemble d'instructions sur la façon de former une congrégation » mais qu'ils fonctionnent en toute autonomie, et que les pratiques collectives ne sont pas requises « mais les congrégations locales sont tenues de tenir des réunions régulières ». L'EUV n'a pas de restrictions médicales ou diététiques, ni d'exigences particulières en matière d'inhumation. En ce qui concerne le service militaire, le manuel note que l'EUV ne tient aucune opposition doctrinale au service militaire, mais « respecte l'opinion individuelle de ses membres ».

## Statut légal
La légitimité de l'ordination de l'EUV est contestée, principalement sur les questions fiscales et la célébration des mariages.
Quatre États des États-Unis et la totalité des provinces du Canada ne reconnaissent aucune légitimité aux officiants de l'Église universelle de la vie de célébrer des mariages. Il est néanmoins possible pour les officiants de s'inscrire en tant que notaire public, juge de paix ou conseiller municipal.

## Critique
L'EUV est critiquée pour sa facilité d'ordination. De nombreux plaisantins soumettent des demandes d'ordination pour leurs animaux de compagnie, qui aboutissent parfois, malgré la vigilance de l'organisation. En 2015, le New York Times écrit que l'EUV « débite les ordinations à un rythme de chaîne de montage, se moquant d'un processus qui ailleurs nécessite des années d'études au séminaire. »